# Albert Ruimschotel
Albert Frits Ruimschotel (Pangkal Pinang, 28 febbraio 1922 – Utrecht, 28 maggio 1987) è stato un pallanuotista olandese, vincitore di una medaglia di bronzo all'olimpiade di Londra 1948.